# Museu Paleontològic d'Elx
El museu paleontològic d'Elx (Baix Vinalopó, País Valencià) presenta un recorregut per l'evolució de la vida a la Terra, a través de l'exposició de troballes provinents de diversos jaciments.
En aquest museu es recrea el gabinet d'estudi de Pere Ibarra i Ruiz, arqueòleg, arxiver i bibliotecari de principis del segle xx, pioner investigador de l'arqueologia i paleontologia a la ciutat.
En altres sales s'exposa de manera cronològica una mostra de les etapes en les quals s'ha dividit la prehistòria amb exhibició de fòssils i rèpliques de cranis humans.
El museu compta amb una sala d'exposicions temporals així com d'una col·lecció de minerals.